# Sokolov

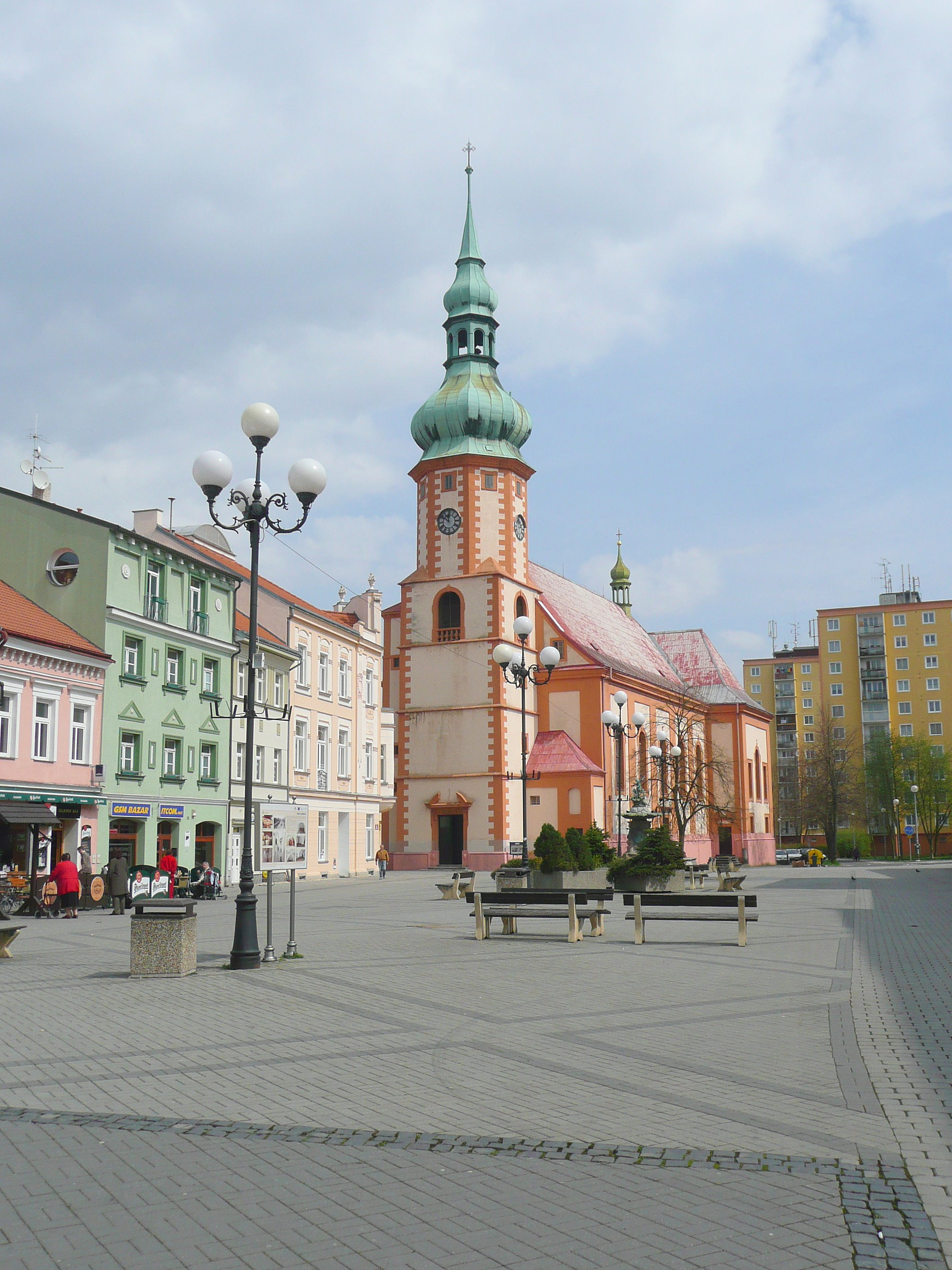
Iglesia de San Jacobo.

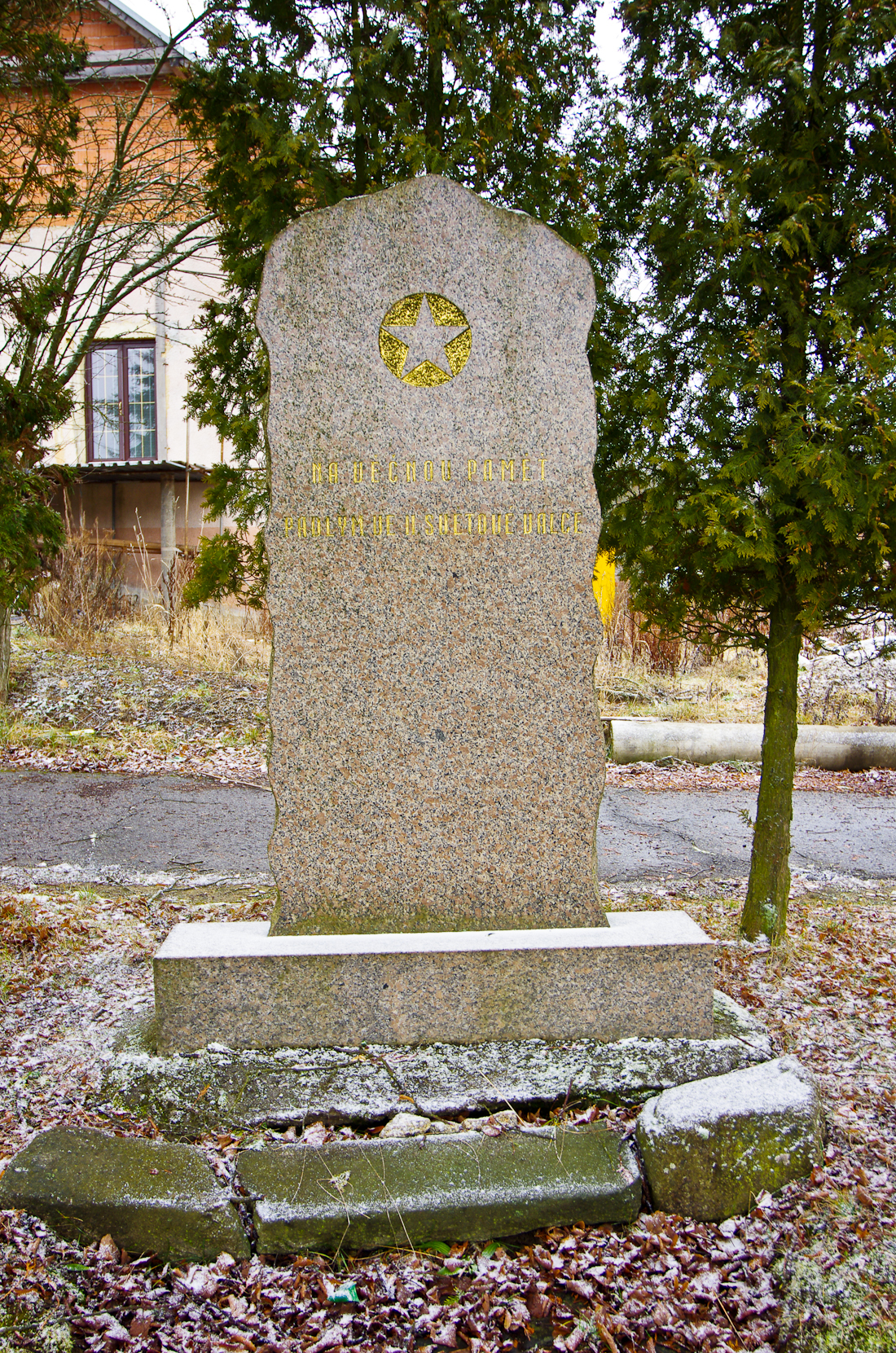
Monumento a las víctimas de la Segunda Guerra Mundial

Sokolov (hasta 1948 en checo: Falknov nad Ohří, en alemán: Falkenau an der Eger) es una ciudad perteneciente a la Región de Karlovy Vary en la República Checa. Se halla al noreste de Cheb y al oeste de Karlovy Vary. Tiene alrededor de 28.000 habitantes.
Durante la Segunda Guerra Mundial, en la ciudad se instaló uno de los subcampos del campo de concentración de Flossenbürg. Fue liberado posteriormente por la Primera División de Infantería de Estados Unidos el 6 de mayo de 1945.